# Monte San Giorgio
Monte San Giorgio – góra w Prealpach Lugańskich, w Ticino, w Szwajcarii. Jedno z najbardziej znaczących stanowisk skamieniałości flory i fauny z triasu środkowego.
W 2003 roku Monte San Giorgio została wpisana na listę dziedzictwa przyrodniczego UNESCO.

## Geografia
Monte San Giorgio leży pomiędzy dwoma południowymi częściami Lago di Lugano w Prealpach Lugańskich w Ticino w Szwajcarii. Porośnięta lasem góra o stożkowatym kształcie wznosi się na wysokość 1096,7 m n.p.m. – 271 metrów nad poziom tafli Lago di Lugano.
Po stokach góry wiedzie ścieżka edukacyjna, a na szczyt można wejść (ok. 2 godz. marszu) po wjechaniu koleją linową do Serpiano lub wejść szlakiem z Meride (ok. 4 godzin marszu).

## Geologia
Na bazie gnejsów spoczywają skały wylewne o strukturze porfirowej – andezyty i lżejsze tufy wulkaniczne – świadectwo aktywności wulkanicznej z okresu permu. Warstwy te układają się pod kątem 30°, tak że najstarsze skały znajdują się na północnym krańcu góry opadającym nad Lago di Lugano. Od strony południowej dochodzą znacznie młodsze skały osadowe wykształcone w okresie mezozoiku – w triasie – w subtropikalnych warunkach płytkiego morza należącego do praoceanu Tetydy. Na warstwach piaskowców i zlepieńców spoczywają dolomity i wapienie. Płytkie wody o głębokości 50–100 m, silnie zasolone i pozbawione tlenu, stworzyły doskonale warunki dla konserwacji martwych organizmów. Stąd w triasowych osadach Monte San Giorgio znajduje się wiele skamieniałości. Skały triasowe tworzą warstwę o grubości ok. 1000 metrów.

### Paleontologia
Monte San Giorgio jest jednym z najbardziej znaczących stanowisk skamieniałości flory i fauny z triasu środkowego. Osady triasowe obejmują okres ponad 15 milionów lat, przez co możliwe jest prześledzenie rozwoju ewolucyjnego znajdowanych tu gatunków.
Odkrycia paleontologiczne obejmują ponad 10 tys. dobrze zachowanych okazów, w większości kompletnych szkieletów, wielu gatunków fauny: ok. 30 gatunków gadów morskich i lądowych, ok. 8 gatunków ryb, ponad 100 gatunków bezkręgowców – m.in. małży, amonitów, szkarłupni, skorupiaków oraz owadów, a także wielu gatunków flory. Wiele z tych gatunków zostało odkrytych po raz pierwszy na stokach Monte San Giorgio, a niektóre z nich nie zostały odnalezione nigdzie indziej na ziemi.
Odkryto tu m.in. szczątki ticinozucha – archozaura z rodziny Prestosuchidae i ceresiosaurusa – notozaura z rodziny Nothosauridae.

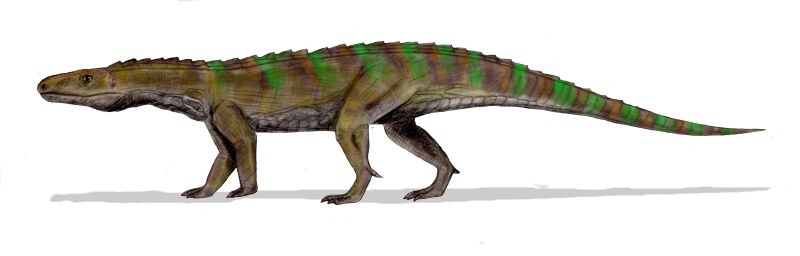
Ticinozuch

## Historia
Badania paleontologiczne w obszarze Monte San Giorgio prowadzone są od prawie 200 lat, głównie przez naukowców z uniwersytetu w Zurychu i Mediolanie. Pierwsza praca naukowa na temat skamieniałości z Monte San Giorgio została opublikowana w 1847 roku przez Giulio Curioniego. Prace zintensyfikowano pod koniec XIX wieku, odkrywając kolejne gatunki ryb i amonitów. Wydobyte wówczas okazy uległy zniszczeniu podczas bombardowania Muzeum Historii Naturalnej w Mediolanie podczas II wojny światowej w 1943 roku. Po wojnie badania wznowiono, a wiele prowadzonych jest w kooperacji międzynarodowej między ośrodkami we Włoszech i Szwajcarii.
Od 1974 roku obszar 8,5 km² Monte San Giorgio jest objęty ochroną. W 2003 roku Monte San Giorgio została wpisana na listę dziedzictwa przyrodniczego UNESCO, a w 2010 roku wpis został rozszerzony na tereny po stronie Włoch.